# كيس فيركيرك
كيس فيركيرك (بالهولندية: Kees Verkerk)‏ هو متزلج سريع هولندي، ولد في 28 أكتوبر 1942 في بيننيماس في هولندا.

## وصلات خارجية
- كيس فيركيرك على موقع SpeedSkatingBase.eu (الإنجليزية)
- كيس فيركيرك على موقع SpeedSkatingNews.info (الإنجليزية)
- كيس فيركيرك على موقع SpeedSkatingStats.com (الإنجليزية)
- كيس فيركيرك على موقع اللجنة الأولمبية الدولية (الإنجليزية)
- كيس فيركيرك على موقع أوليمبيديا (الإنجليزية)
- كيس فيركيرك على موقع IMDb (الإنجليزية)
- كيس فيركيرك على موقع IMDb (الإنجليزية)